# Kabupaten de Brebes
Pour l’article homonyme, voir Brebes.
Le kabupaten de Brebes, en indonésien Kabupaten Brebes, est un kabupaten d'Indonésie situé dans la province de Java central. Sa superficie est de 1 658 km². Sa population était de 1 767 000 habitants en 2003, ce qui en fait le plus peuplé de Java central, avec une densité de 1 066 habitants/km².

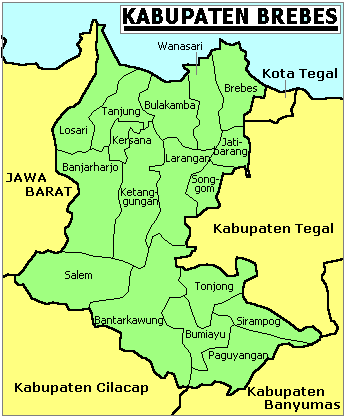
Les kecamatan du kabupaten de Brebes

Le kabupaten de Brebes, en indonésien Kabupaten Brebes, est un kabupaten d'Indonésie situé dans la province de Java central. Sa superficie est de 1 658 km². Sa population était de 1 767 000 habitants en 2003, ce qui en fait le plus peuplé de Java central, avec une densité de 1 066 habitants/km².

## Géographie
La ville de Brebes est située sur la côte nord de 'île de Java, près de la limite entre les provinces de Java Est et Java occidental.
Le kabupaten est bordé :
- Au nord, par la mer de Java,
- À l'est, par la kota et le kabupaten de Tegal,
- Au sud, par ceux de Banyumas et Cilacap et
- À l'ouest, par la province de Java occidental.

## Histoire
On a trouvé en différents endroits dans le kabupaten des objets de la période hindou-bouddhique indonésienne, tels des jarres dans le village de Slarang et une bague en or dans le village de Karangmangu, conservée au Musée national d'Indonésie à Jakarta.
Le fait qu'on parle la langue soundanaise dans une partie du kabupaten, et que de nombreux toponymes soient soundanais, indiquent qu'il faisait partie autrefois du pays Sunda. Selon l'épopée de Bujangga Manik, qui raconte le voyage d'un prêtre hindouiste soundanais en différents lieux saints de l'hindouisme à Java et Bali au XVIe siècle, et dont un exemplaire est conservé depuis 1627 à la Bibliothèque bodléienne de l'université d'Oxford, les frontières orientales du royaume soundanais était la rivière Cipamali, ou Pemali, qui est un autre nom de la rivière Brebes, et la rivière Ciserayu, ou Serayu.

## Transport

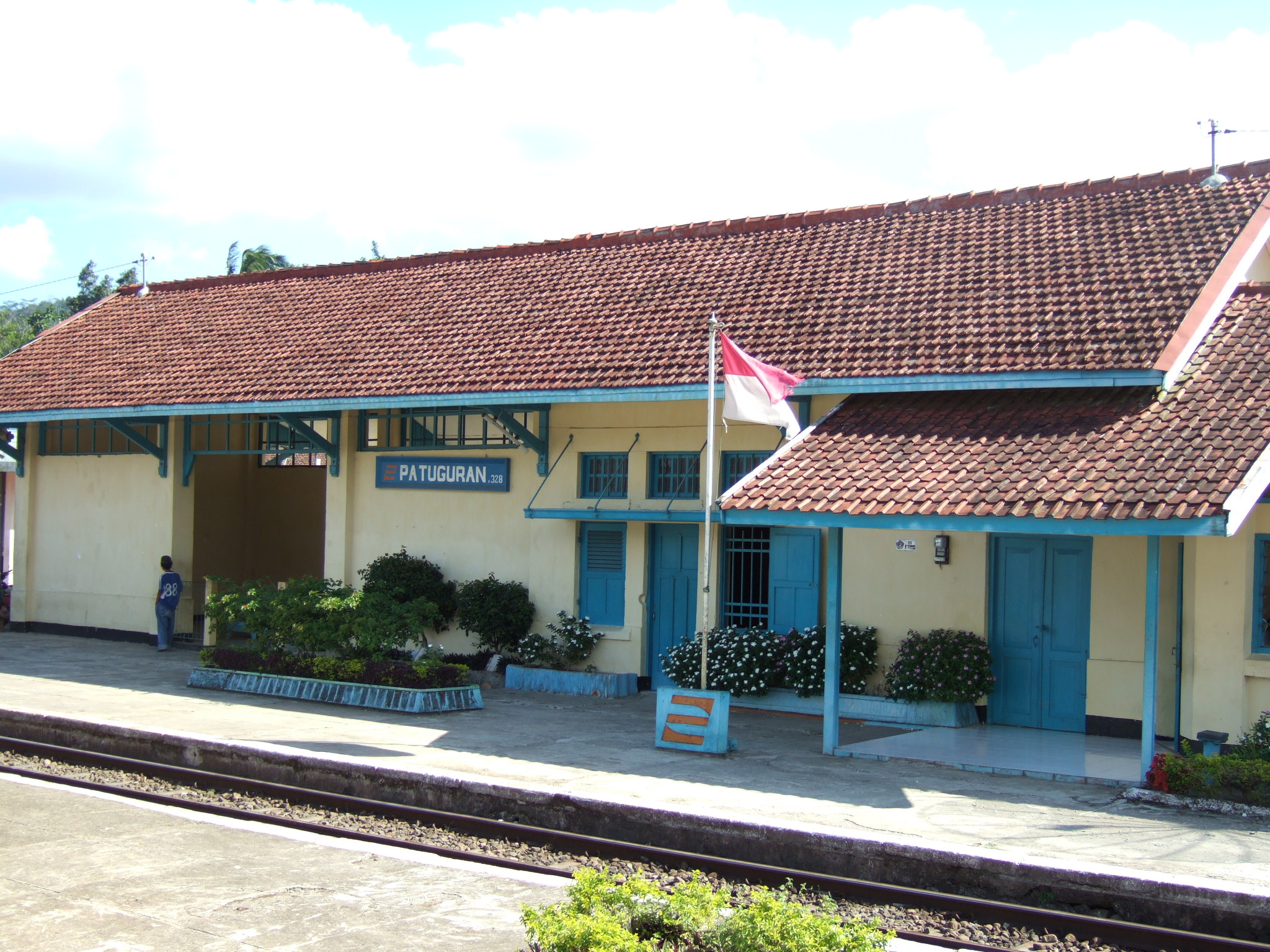
La gare de Patuguran

Brebes se trouve sur la route nationale de la côte nord de Java, à 177 km à l'ouest de Semarang, la capitale de Java centrale, et 330 km à l'est de Jakarta, la capitale de l'Indonésie.
Brebes est également à l'embranchement ferroviaire de deux lignes, l'une de Jakarta à Semarang, l'autre de Jakarta à Yogyakarta par Purwokerto.

## Lesbupatides époques de Mataram et coloniale
- Tumenggung Arya Suralaya (1678 - 1683)
- Tumenggung Pusponegoro I
- Tumenggung Pusponegoro II (1683 - 1809)
- Tumenggung Pusponegoro III
- K. A. A. Singasari Panatayuda I (1809 - 1836)
- K. A. A. Singasari Panatayuda II (1836 - 1856)
- K. A. A. Singasari Panatayuda III (1856 - 1876)
- R. T. Cakra Atmaja (1876 - 1880)
- R. M. A. A. Cakranegara I (1880 - 1885)
- R. M. T. Sumitra (Cakranegara II) (1885 - 1907)
- R. M. Martana (1907 - 1920)
- R. Sajikun (1920 - 1929)
- K. R. T. M. Ariya Purnama Hadiningrat (1929 - 1936)
- R. A. A. Sutirta Pringga Haditirta (1936 - 1942)
- R. Sunarya (1942 - 1945)

## Sources
- Site du gouvernement du Kabupaten de Brebes : www.brebeskab.go.id